# Rue du Général-Leclerc (Créteil)
Pour les articles homonymes, voir Rue du Général-Leclerc.
La rue du Général-Leclerc est un axe majeur de Créteil dans le département du Val-de-Marne, en France.

## Situation et accès
Jusque dans les années 1930 y circulait la ligne no 13 du tramway,.

## Origine du nom

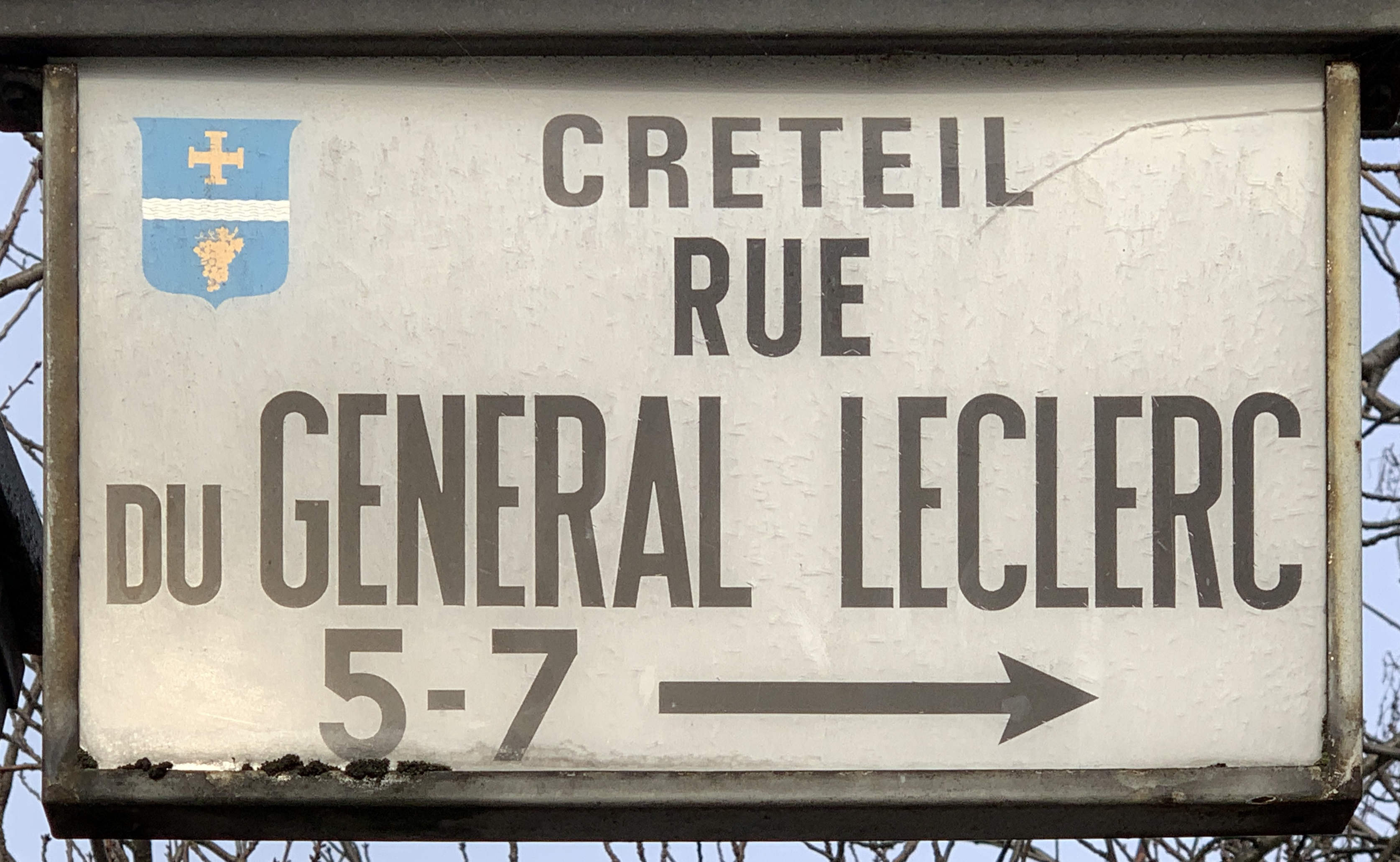
Plaque Rue du Général-Leclerc.

Cette rue a été renommée en hommage à Philippe Leclerc de Hauteclocque.

## Historique

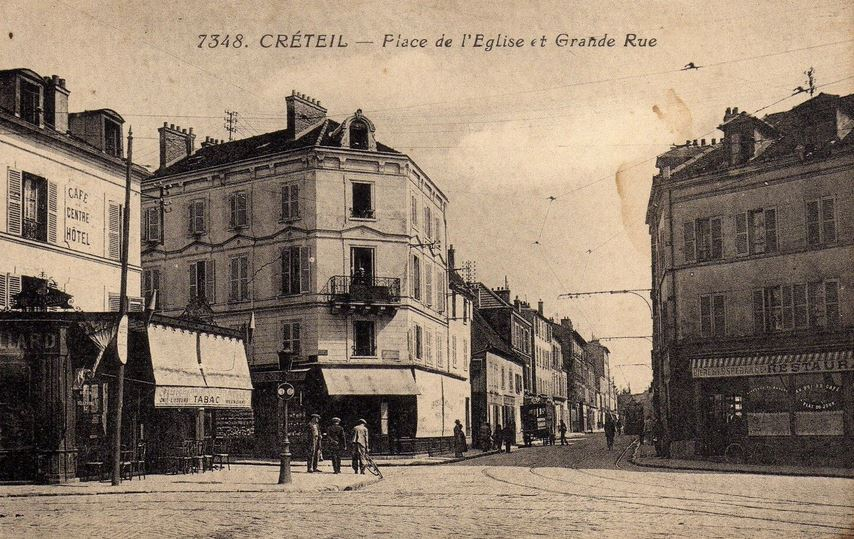
Place de l'église et Grande-Rue.

C'était autrefois la Grande Rue, axe principale de la commune. Dès le Moyen-Âge s'y groupèrent des maisons de bois et de pierre, qui laissèrent au XVe siècle place à des bâtiments édifies sur des caves voûtées. Il y subsiste encore quelques maisons datant du XVIIIe siècle.

## Bâtiments remarquables et lieux de mémoire

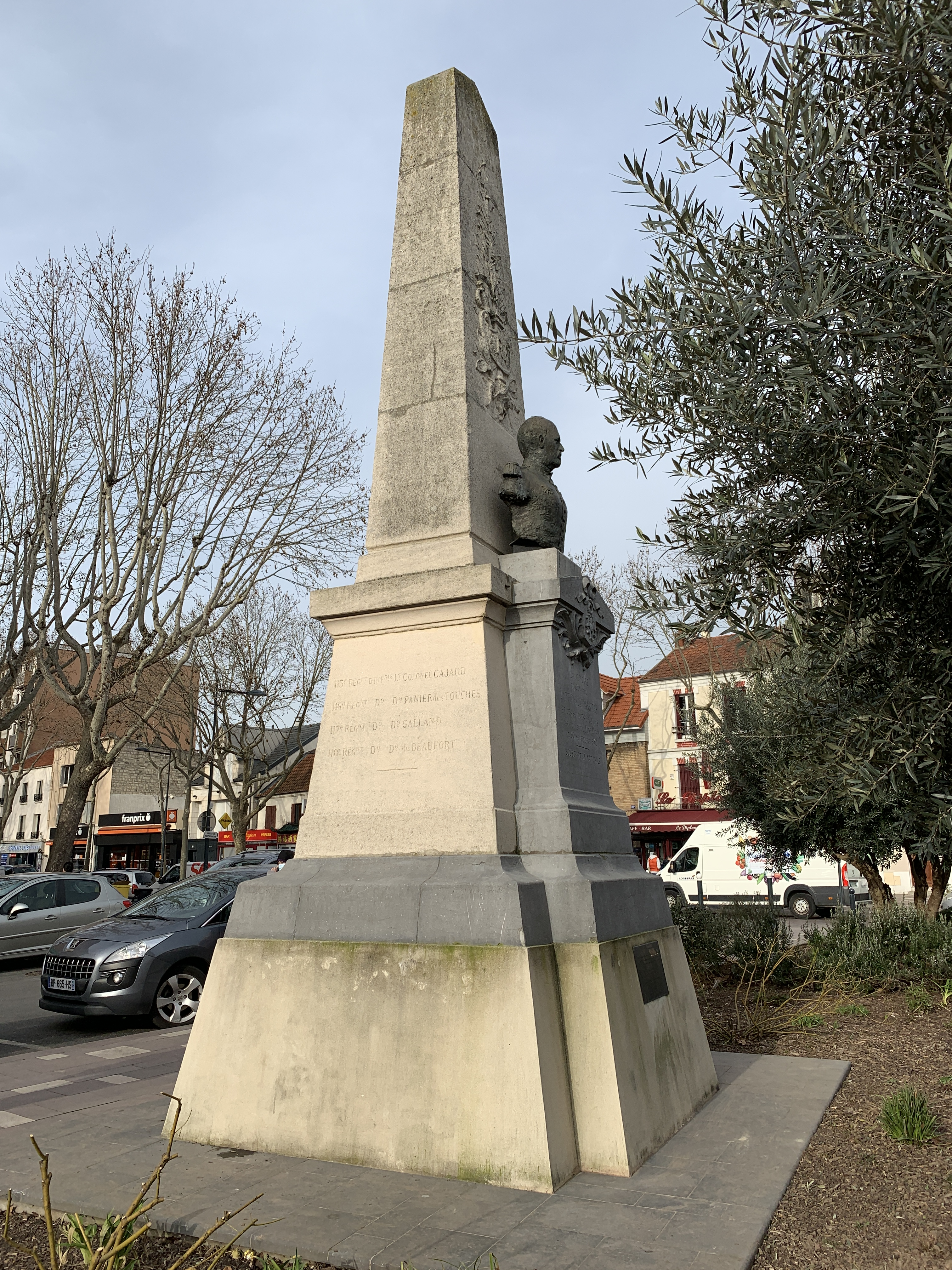
Monument au Général Ladreit de Lacharrière, mort au combat pendant la guerre de 1870.

- Église Saint-Christophe de Créteil, dont le clocher date de 1050.
- Monument au général Jules Marie Ladreit de Lacharrière, œuvre de Georges Guyon[6], inauguré le 27 mai 1894[7].
- En 1887, d'après des travaux de l'abbé Dambrine, on y fit la découverte au no 195, lors de travaux de terrassements, d'un biface acheuléen. D'autres travaux menés en 1902, de l'autre côté de la rue, mirent au jour une hache de pierre préhistorique[8].
- Le jardin des Mérovingiens, établi sur un cimetière mérovingien mis à jour en 1957 par André Piganiol[9]. En 1992, lors des travaux du Trans-Val-de-Marne, on découvrit à nouveau trois sarcophages dans cette nécropole en usage autour du Ve siècle[10], et qu'on suppose associée aux martyrs Agoard et Agilbert de Créteil.